# Лукански Апенини
Луканските Апенини (на италиански: Appennino Lucano) са част от Апенинските планини в Италия, разположени в тяхната южна част.
Простират се на протежение около 150 km от север на юг и ширина до 100 km. По-голямата им част е разположена на територията на област Базиликата, западните райони попадат в областа Кампания, а крайните южни склонове – в областта Калабрия. На север долината на река Офанто (влива се в Адриатическо море) ги отделя от Неаполитанските Апенини, а на юг грабеновидната долина на река Крати (влива се в залива Таранто на Йонийско море) – от Калабрийските Апенини. Западните им склонове се спускат стръмно към Тиренско море, а на изток склоновете им са полегати и постепенно преминават във възвишението Ле Мурдже. Състоят се основно от два масива. На изток от долината на река Танагро се простират същинските Лукански Апенини с връх Сиера Долчедорме (2267 m), издигащ се в най-южната им част, а на запад се намира масива Чиленто (1899 m). Склоновете на този масив са стръмни и са изградени предимно от варовикови скали със силно развити карстови форми. Същинските Лукански Апенини са съставени основно от флишеви скали. От Луканските Апенини водят началото си множество предимно къси реки. На запад към Тиренско море тече река Сел (влива се в Салернския Залив) с големия си ляв приток Танагро. На изток и югоизток протичат реките Брадано, Базенто, Сауро (с Агри), Сини и други, вливащи в залива Таранто на Йонийско море. Склоновете на планината на височина до 400 – 500 m са обрасли със средиземноморски гори и храсти, а нагоре са покрити с дъбови, кестенови и борови гори. В средата на Луканските Апенини, в красива долина, на 820 m н.в. е разположен град Потенца, административен център на областта Базиликата.